# Вікторія Євгенія Баттенберзька
Вікторія Євгенія Баттенберзька (ісп. Victoria Eugenia de Battenberg, повне ім'я Вікторія Євгенія Юлія Ена, англ. Victoria Eugenie Julia Ena; 24 жовтня 1887, Балморал, Шотландія — 15 квітня 1969, Лозанна, Швейцарія) — королева-консорт Іспанії. Прабабуся короля Іспанії Філіпа VI.

## Ранні роки
Вікторія Євгенія народилася 24 жовтня 1887 року в замку Балморал, в Шотландії (Велика Британія). Її батько, принц Генріх Баттенберг, був сином Олександра Гессен-Дармштадтського і його морганатичної дружини Юлії фон Гауке. Її мати, принцеса Беатриса Великобританська була дочкою королеви Вікторії та Альберта Саксен-Кобург-Готського. При народженні отримала титул Її світлості. Принцеса Вікторія Євгенія була названа в честь її бабусі королеви і її хрещеної матері, вдови французької імператриці Євгенії, яка мешкала у Великій Британії. Останнє з її складного імені, Ена, було вибрано через її народження в Шотландії, в свідоцтві про народження було записано гаельської ім'я Eua, але при хрещенні його неправильно прочитали. У родині її називали Ена.
Вікторія Євгенія виросла у будинку своєї бабусі, оскільки королева Вікторія неохоче дозволила Беатрисі одружитися за умови, що та залишається компаньйонкою матері і її особистою секретаркою. Тому Ена провела дитинство в Віндзорському замку, в замку Балморал і в Осборн-гаус. Її батько помер в 1896 році, заразившись хворобою, яка перебігала з гарячкою (ймовірно малярією) в Африці, де ніс військову службу. Після смерті королеви Вікторії в 1901 році родина Баттенберг переїхала в Лондон і оселилася в Кенсінгтонському палаці. 
Влітку, в Осборне, Ена зустріла великого князя Бориса Володимировича, двоюрідного брата Миколи II. В наступну їхню зустріч в Ніцці в 1905 році, він запропонував принцесі шлюб. Вона збиралася прийняти пропозицію, але врешті відмовилася.

## Королева Іспанії
У 1905 році король Іспанії Альфонсо XIII здійснив офіційний візит до Великої Британії. Дядько Вікторії Євгенії, король Едуард VII, давав вечерю в Букінгемському палаці на честь гостя. Всі знали, що король шукав наречену, і однією з найсерйозніших кандидатур була принцеса Патрісія, дочка брата короля Едуарда, принца Артура, герцога Коннаутского. Проте увагу іспанського короля привернула Вікторія Євгенія, він почав залицятися і, повернувшись до Іспанії, постійно слав їй листівки. Мати короля, Марія Крістіна Австрійська, не схвалювала вибір сина, почасти через статус сім'ї Баттенберг і бажання знайти наречену з її власної сім'ї, Габсбургів. Серед інших перешкод була англіканська релігія британської принцеси, а також гемофілія, яку королева Вікторія передала деяким нащадкам. Вікторія Євгенія теж могла бути носійкою хвороби, хоча ступінь ризику була ще не повністю вивчена.
Через рік Марія Крістіна, нарешті, схвалила вибір сина. У січні 1906 року вона в листі принцесі Беатрисі, матері Вікторії Євгенії, повідала про почуття Альфонсо до Вікторії. Через кілька днів у Віндзорі король Едуард привітав племінницю з майбутнім одруженням. Принцеса Беатриса і її дочка прибули 22 січня в Біарріц, де через кілька днів зустрілися з королем Альфонсо. Протягом трьох днів король і Вікторія мали можливість познайомитися ближче. Слідом за цим Альфонсо познайомив наречену з матір'ю. У лютому в Версалі Вікторія Євгенія прийняла католицьку віру, офіційний перехід відбувся 5 березня 1906 року в Сан-Себастьяні. Умови укладення шлюбу були описані в двох угодах: громадського порядку і особистих відносин. Договір між Іспанією і Великою Британією було підписано в Лондоні 7 травня 1906 року послом Іспанії доном Луїсом Полом де Бернабе і міністром закордонних справ Великої Британії сером Едвардом Греєм. 3 квітня 1906 король Едуард VII дав племінниці титул Її Королівської Високості.
Вікторія Євгенія одружилася з королем Альфонсо XIII в королівському монастирі Сан-Херонімо в Мадриді 31 травня 1906 року. На церемонії були присутні королева-мати, а також принц і принцеса Уельські (згодом король Георг V і королева Марія). Після весільної церемонії, коли процесія прямувала назад до палацу, на короля і його дружину було скоєно замах: анархіст Матео Моррал кинув бомбу з балкона на королівську карету. Наречені не постраждали, Ена врятувалася завдяки щасливому випадку, оскільки, коли бомба вибухнула, вона повернула голову, щоб подивитися на церкву Св. Марії, яку показував їй Альфонсо.
Після інциденту королева Ена замкнулася в собі і не мала популярності на новій батьківщині. Її сімейне життя покращилася, коли вона народила сина і спадкоємця, Альфонсо, принца Астурійського. Однак у дитини виявили гемофілію. Після народження дітей відносини подружжя погіршилися, король почав зраджувати.
Королева Ена присвятила себе благодійності. Вона брала участь в реорганізації Іспанського Червоного Хреста. Була 976-й Дамою Королівського ордена королеви Марії Луїзи. У 1923 році папа Пій XI нагородив її «Золотою трояндою».

## Нащадки
Королева Вікторія Євгенія народила від короля Альфонса XIII сімох дітей: 5 синів (двоє з них були гемофіліками) і 2 дочок (всі здорові і без гену хвороби). Хворі — Альфонс і Гонсало — загинули в результаті незначних (для здорової людини) автомобільних пригод через внутрішню кровотечу.
- Альфонсо (1907–1938), принц Астурійський і граф Ковадонга, гемофилік, був двічі одружений;
- Хайме (1908–1975), герцог Сеговії, був двічі одружений; претендент на французький престол;
- Беатриса (1909–2002), в шлюбі з Алессандро Торлонія;
- Фернандо (1910–1910),
- Марія Христина (1911–1996), в шлюбі з Енріко Мароне-Чинзано;
- Хуан (1913–1993), граф Барселонський; претендент на іспанський престол, батько Хуана Карлоса I.
- Гонсало (1914–1934), гемофилік.

## У вигнанні
У квітні 1931 року в результаті виборів до влади прийшли республіканці, що призвело до проголошення Другої Іспанської республіки. Альфонс XIII сподівався, що його добровільне вигнання зможе запобігти громадянській війні між республіканцями і націоналістами, і королівська сім'я вирушила у вигнання. Вони переїхали до Франції, потім до Італії. Ена жила у Великій Британії та в Швейцарії, окремо від чоловіка. У 1939 році, після початку Другої світової війни, вона покинула Велику Британію, придбала шато В'єй Фонтен, поблизу Лозанни.
У 1938 році вся сім'я зібралася в Римі на хрещення старшого сина дона Хуана, дона Хуана Карлоса. Ена ненадовго повернулася до Іспанії в лютому 1968, щоб стати хрещеною матір'ю її правнука, дона Феліпе, сина дона Хуана Карлоса і принцеси Софії. Вікторія Євгенія Баттенбергского також була хрещеною матір'ю князя Монако Альберта II.
Вікторія Євгенія Баттенберзька померла в Лозанні у 81-річному віці, похована в церкві Сакре-Кер в Лозанні. 25 квітня 1985 року її останки були повернуті в Іспанію і перепоховані в королівській усипальниці Ескоріал, поруч з останками чоловіка.